# Речовий доказ
Речовий доказ — це предмет матеріального світу, що містить інформацію про обставини, які мають значення для справи. Речові докази також ще називають «реальними», безпосередніми доказами.

## Детальніше
Речові докази — це приєднані до справи предмети, що були знаряддям вчинення злочину, зберегли на собі сліди злочину або були об'єктом злочинних дій, гроші, цінності та інші речі, нажиті злочинним шляхом, тобто всі предмети, які можуть бути засобами для розкриття
злочину і виявлення винних або для спростування обвинувачення чи пом'якшення відповідальності обвинуваченого. Речовими доказами є також магнітні, електронні та інші носії інформації, що містять аудіовізуальну інформацію про обставини, що мають значення для справи. Серед цих
предметів можна виділити продукти злочинної діяльності (фальшиві гроші, продукти харчування тощо).
Предмети, що можуть бути речовими доказами, виявляються при огляді місця події, обшуку, виїмці та провадженні деяких інших слідчих дій. Їх можуть також принести до слідчих органів чи суду — підозрюваний, обвинувачений, потерпілий та інші учасники процесу, будь-які громадяни. Речові докази повинні бути уважно оглянуті, по можливості сфотографовані, докладно описані в протоколі огляду і приєднані до справи.
Речові докази зберігаються при справі, за винятком громіздких предметів, які зберігаються в органах дізнання, слідства і суду або передаються для зберігання відповідному підприємству, організації чи установі. При передачі справи від одного органу дізнання чи досудового слідства до
іншого, а також при передачі справи з одного суду до іншого, речові докази передаються разом із справою.